# Огрязь
Огрязь — река в России, протекает в Бирском и Благовещенском районах республики Башкортостан. Длина реки составляет 20 км. Площадь водосборного бассейна — 60 км².
Начинается на восточной окраине липово-осинового леса к северу от сел Богородское. Течёт по восточному краю леса, затем поворачивает на юго-восток, протекает мимо Богородского, затем — по восточной окраине липово-вязового леса и через деревню Орловка, у которой запружена. В низовьях течёт мимо деревни Труженик. Устье реки находится в 52 км по правому берегу реки Изяк.

## Данные водного реестра
По данным государственного водного реестра России относится к Камскому бассейновому округу, водохозяйственный участок реки — Уфа от Павловского гидроузла до водомерного поста посёлка городского типа Шакша, речной подбассейн реки — Белая. Речной бассейн реки — Кама.
Код объекта в государственном водном реестре — 10010201212111100024022.